# Antonius Wilde
Antonius Wilde, auch Anthonius Wilde, (* vor 1575; † um 1618) war deutscher Orgelbauer in Otterndorf.
Über das Leben von Antonius Wilde ist wenig bekannt. 1587–1590 war er Meistergeselle von Hans Scherer dem Älteren. Ab 1593 trat er als selbstständiger Orgelbaumeister auf. Nach dem Orgelneubau in Otterndorf ließ sich dort nieder. Er heiratete in Otterndorf und erwarb im Jahr 1600 das Bürgerrecht der Stadt. Beim Orgelneubau in Wöhrden sind die Gehilfen Hans Bockelmann und ein Antonius (Moitzen?) nachgewiesen. Wildes Wirksamkeit konzentriert sich auf die Orgellandschaft zwischen Elbe und Weser. Vier Orgelneubauten sind insgesamt bezeugt. Seine Renaissance-Orgeln folgen vom Aufbau her dem Werkprinzip, wie es von der Orgelbaufamilie Scherer weiterentwickelt wurde, und brechen endgültig mit der gotischen Tradition des Blockwerks.

## Werkliste (Auswahl)
In der fünften Spalte der Tabelle bezeichnet die römische Zahl die Anzahl der Manuale, ein großes „P“ ein selbstständiges Pedal, ein kleines „p“ ein nur angehängtes Pedal und die arabische Zahl in der sechsten Spalte die Anzahl der klingenden Register.
| Jahr      | Ort         | Kirche                   | Bild | Manuale | Register | Anmerkungen |
| --------- | ----------- | ------------------------ | ---- | ------- | -------- | --- |
| 1587–1590 | Stade       | St. Nicolai              |      | III/P   | 33       | Mitarbeit am Neubau durch Hans Scherer den Älteren; später eingreifend verändert; 1835 nach Himmelpforten überführt; einige Register erhalten; Rückpositiv-Gehäuse in Kirchlinteln erhalten |
| 1593–1595 | Wöhrden     | St. Nicolai              |      | III/P   | 32       | Neubau; später eingreifend umgebaut; 13 Register erhalten; heute III/P/33 |
| 1596      | Otterndorf  | Severikirche             |      | II/P    |          | Neubau; später mehrere Umbauten; einige Register erhalten; heute III/P/46 |
| 1597–1598 | Lüdingworth | St.-Jacobi-Kirche        |      | II/P    | 20       | Neubau; 1682–83 Erweiterungsumbau durch Arp Schnitger (III/P/35), der 19 Register Wildes ganz oder teilweise übernommen hat → Orgel der St.-Jacobi-Kirche (Lüdingworth)                     |
| 1598      | Osterbruch  | St. Petri                |      | II/P    | 18 (ca.) | Neubau; nur noch einige Pfeifen erhalten |
| 1606      | Dorum       | St.-Urbanus-Kirche       |      |         |          | Reparatur; nicht erhalten |
| 1606–1608 | Stade       | St. Cosmae et Damiani    |      | II/P    | 28       | Erweiterungsumbau in zwei Bauphasen; 1659 verbrannt → Orgel von St. Cosmae et Damiani (Stade)                                                                                               |
| 1611–1612 | Hamburg     | Hauptkirche Sankt Jacobi |      | III/P   | 53       | Kleine Reparatur → Orgel der Hauptkirche Sankt Jacobi (Hamburg) |